# Маньковичи (Витебская область)
Маньковичи (бел. Манькавічы) — деревня в Юньковском сельсовете Поставского района Витебской области Белоруссии. 

## География
Маньковичи расположены рядом с перекрестком дороги Р-27 и трассы Р-45 Полоцк — Вильнюс. В 8 км от города Поставы и в 11 км от центра сельсовета. В окрестностях деревни протекает река Мя́делка.

## История
В середине XVI века Маньковичи известны как имение и село Ошмянского повета Великого княжества Литовского.
Издревле были вотчиной Шеметов. Впоследствии Маньковичи перешли во владение Зеновичей (до 1657 года). Затем принадлежали Жабам и Колишем.
В 1663 году — 113 дворов и 735 душ.
В 1764 году — 214 дворов и 1498 душ.
В 1886 году — местечко в Маньковичской волости Вилейского уезда Виленской губернии. Волостное правление, магазин, водяная мельница с сукновальней, постоялый двор, питейный дом, 2 православные церкви, часовня.
В 1887 году Маньковичи перешли во владение князя Друцкого-Любецкого.
В 1905 году Маньковичи состояли из имения князя Друцкого-Любецкого, предводителя дворянства пинского повята (136 жителей и 2799 десятин земли) и села (27 жителей и 6 десятин земли). В Маньковичах были магазин, судебно-следственный участок, врачебный участок, церковь, народное училище.
С 1910 года имение в Маньковичах стало принадлежать роду Ленских.
В результате советско-польской войны 1919—1921 гг. деревня оказалась в составе Польши (II Речь Посполитая). Административно деревня входила в состав Маньковичской гмины Дуниловичского повета Виленского воеводства.
В сентябре 1939 года Маньковичи были присоединена к БССР силами Белорусского фронта РККА.
С 15.01.1940 года деревня в составе Савичского сельсовета Поставского района.
В 1963 году — 38 дворов, 96 жителей, восьмилетняя школа, магазин.
С 07.05.1985 года — в Юньковском сельсовете.
В 2001 году — 26 жителей и 20 дворов, в составе колхоза «Знамя Победы».

## Достопримечательности
- Усадебно-парковый комплекс Друцких-Любецких (XIX в.)
- Часовня-усыпальница Друцких-Любецких
- Успенская церковь, 1871 год —  Историко-культурная ценность Республики Беларусь, шифр 213Г000881
- Обелиск. Почти в центре деревни находится обелиск (1958 г.), установленный в память воинов и партизан, погибших в годы Великой Отечественной войны. На табличке памятника можно прочитать следующий текст: "1941-1945. Вечная слава воинам и партизанам, павшим в боях с немецко-фашистскими захватчиками....".

#### Утраченное наследие
- Водяная мельница

## Галерея

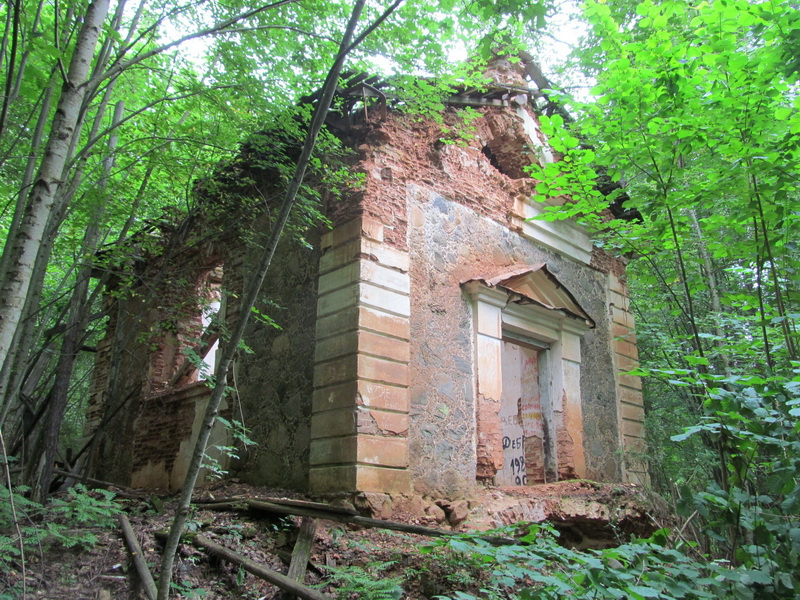
Фрагменты часовни-усыпальницы Друцких-Любецких
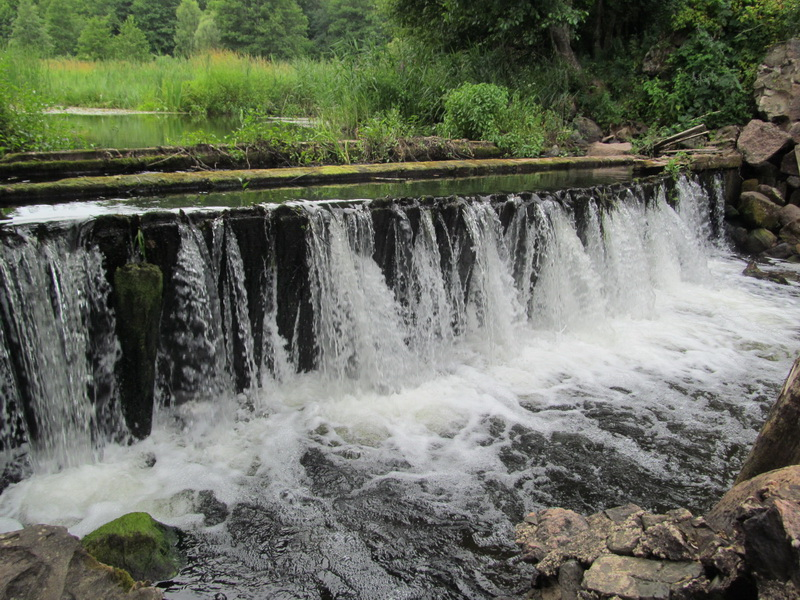
Фрагменты плотины водяной мельницы
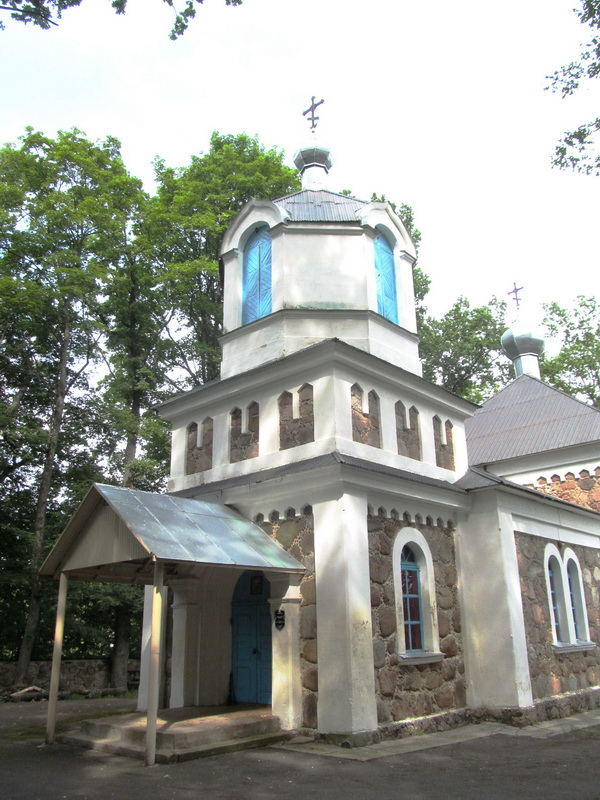
Церковь Святого Георгия